# 冨士原清一
冨士原 清一（ふじわら せいいち、1908年〈明治41年〉1月10日 - 1944年〈昭和19年〉9月18日）は、日本の詩人・翻訳家・編集者。戦前期日本のシュルレアリスムを代表する詩人。

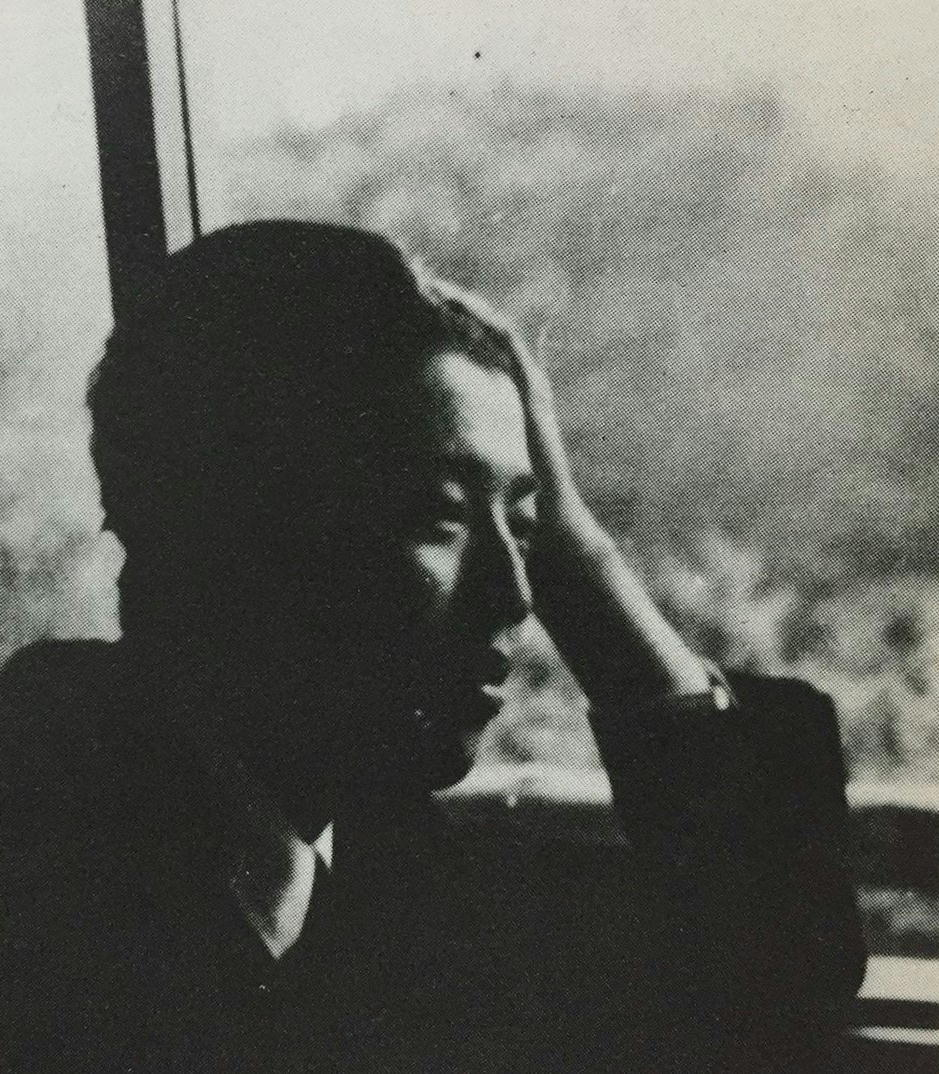
冨士原清一（1940年ごろ）

## 略歴・人物
1908年（明治41年）1月10日、大阪府に生まれる。1926年（大正15年）、大阪府立北野中学校を卒業、法政大学予科に入学。1934年（昭和9年）に法政大学法文学部文学科（仏文専攻）を卒業。卒業後は一時大阪に帰るが、1937年（昭和12年）に友人である春山行夫が編輯長を務める第一書房編輯部に勤務。1942年（昭和17年）11月に日本放送協会に転職、かけもちで太平洋協会調査局に勤務する。太平洋戦争で召集され、1944年（昭和19年）9月18日、朝鮮木浦沖にて戦没。
北野中学在学中から詩作を始める。
法政予科在学中の1927年（昭和2年）、上田敏雄・上田保・北園克衛・山田一彦らと日本初のシュルレアリスム専門雑誌『薔薇・魔術・学説』を創刊（発行人）。このとき19歳。本誌はダダの系譜にある雑誌『ゲエ・ギムギガム・プルルル・ギムゲム（GGPG）』（1924年-1926年）から北園克衛、稲垣足穂らが、『文芸耽美』から上田敏雄が、それぞれ冨士原清一の『列』に合流することで成立した。
1928年（昭和3年）、『薔薇・魔術・学説』のメンバーと、西脇順三郎・瀧口修造ら『馥郁タル火夫ヨ』のメンバーとが合流する形で『衣裳の太陽』を創刊（編集発行人）。東京でシュルレアリスムを標榜する詩人の大半がここに集う。のちにシュルレアリストの国際的オルガナイザーとなる山中散生は、冨士原清一から『衣裳の太陽』を贈られたことを機にシュルレアリスムに傾倒する。
1930年（昭和5年）、瀧口修造の主唱により、シュルレアリスムの国際交流を目論む『LE SURRÉALISME INTERNATIONAL』を創刊（編集発行人）。本誌は日本語版の一号のみで終刊してしまったが、この路線はのちに『L'ÉCHANGE SURRÉALISTE』（山中散生編、1936年、ボン書店刊）、および日本初の本格的シュルレアリスム美術展「海外超現実主義作品展」（山中散生と瀧口修造がエリュアールやユニエらと企画、春鳥会が主催 / 1937年6 - 7月 / 東京・京都・大阪・名古屋・福井を巡回）として結実する。
以上、三つの主要なシュルレアリスム雑誌すべてを主宰したほか、『馥郁タル火夫ヨ』など多くの前衛詩誌の出資者となる。
第一書房では総合雑誌『セルパン』の編集業務に従事し、黎明期シュルレアリスム運動の仲間たちとは著者と編集者の間柄となる。
冨士原清一の詩は言語感覚、個性、思想、美学において同時代の多くのシュルレアリスム詩人、シュルレアリスム的傾向をもつ詩人たちの間で際立っている。1930年（昭和5年）の『詩と詩論』第7冊に発表した詩「魔法書或は我が祖先の宇宙学」、1933年（昭和8年）の『文学』第6冊に発表した詩「成立」などは日本のシュルレアリスム詩を代表する作品である。
また、ロートレアモンのPoésies Iを初めて日本語に完訳するなど、翻訳家としても独特の存在感を放つ。

## 著書
- セニョボス『叙述的物語的ギリシヤ史（上巻）』翻訳（新太陽社、1943年）
- ヴァンサン・ダンディ『ベートーヴェン』翻訳（新太陽社、1943年）
- 『ニューヘブリディーズ諸島』（日本評論社、1944年）
- 『冨士原清一詩集　魔法書或は我が祖先の宇宙学』鶴岡善久 編（母岩社、1970年）
- 『薔薇色のアパリシオン　冨士原清一詩文集成』京谷裕彰 編（共和国、2019年）

## 参考資料
- 『日本現代詩辞典』（桜風社、1986）

## 関連文献
- 木原孝一「現代詩Ⅰ 戦争と三人の詩人」（『読解講座現代詩の鑑賞3 現代詩Ⅰ』解説、明治書院、1968年）
- 鶴岡善久著『日本超現実主義詩論［新装版］』（思潮社、1970年）
- 中野嘉一著『前衛詩運動史の研究　―モダニズム詩の系譜』（大原新生社、1975年［復刻版は沖積舎、2003年］）
- 鶴岡善久著『シュルレアリスムの発見』（湯川書房、1979年）
- 鶴岡善久著『幻視と透徹―詩的磁場を求めて』（沖積舎、1983年）
- 澤正宏 / 和田博文編『日本のシュールレアリスム』（世界思想社、1995年）
- 鶴岡善久編『〈現代詩文庫特集版〉　モダニズム詩集Ⅰ』（思潮社、2003年）
- 『現代詩手帖』2019年11月号「特集：瀧口修造、没後40年」（思潮社）[4]